# Trofa
Trofa là một huyện thuộc tỉnh Porto, Bồ Đào Nha. Huyện này có diện tích 73 km², dân số thời điểm năm 2001 là 37581 người.